# Wojtkowice-Glinna
Wojtkowice-Glinna – wieś w Polsce położona w województwie podlaskim, w powiecie wysokomazowieckim, w gminie Ciechanowiec.
Zaścianek szlachecki Glinna należący do okolicy zaściankowej Wojtokowice położony był w drugiej połowie XVII wieku w ziemi drohickiej województwa podlaskiego. W latach 1975–1998 miejscowość administracyjnie należała do województwa łomżyńskiego.
Wierni kościoła rzymskokatolickiego należą do parafii Trójcy Przenajświętszej w Ciechanowcu.

## Historia
Założone nad Bugiem. W I Rzeczypospolitej należały do ziemi drohickiej w województwie podlaskim.
Pod koniec wieku XIX wieś w powiecie bielskim, gubernia grodzieńska, gmina Skórzec. Użytki rolne o powierzchni 20 dziesięcin.
W pobliżu dobra o powierzchni 306 dziesięcin, w tym 85 łąk i pastwisk, 10 lasu i 100 dziesięcin nieużytków. Własność Narcyza Obryckiego.
W roku 1921 we wsi naliczono 15 budynków mieszkalnych i 92 osoby (49 mężczyzn i 43 kobiety). Wszyscy zadeklarowali narodowość polską i wyznanie rzymskokatolickie.

## Współcześnie
Miejscowość leży w granicach obszaru krajobrazu chronionego Dolina Bugu i Nurca i sąsiaduje z Nadbużańskim Parkiem Krajobrazowym.
We wsi istnieją dwa gospodarstwa agroturystyczne oraz firma obrotu metalami nieżelaznymi.